# Twin Cairns
Twin Cairns är ett berg i Kanada.   Det ligger i provinserna Alberta och British Columbia, i den centrala delen av landet, 3 000 km väster om huvudstaden Ottawa. Toppen på Twin Cairns är 2 544 meter över havet, eller 298 meter över den omgivande terrängen. Bredden vid basen är 4,9 km.
Terrängen runt Twin Cairns är bergig åt sydost, men åt nordväst är den kuperad.Trakten runt Twin Cairns är nära nog obefolkad, med mindre än två invånare per kvadratkilometer.. Det finns inga samhällen i närheten.
Trakten runt Twin Cairns består i huvudsak av gräsmarker.